# Jean-Pierre Caillet
 (juin 2025).
Si vous disposez d'ouvrages ou d'articles de référence ou si vous connaissez des sites web de qualité traitant du thème abordé ici, merci de compléter l'article en donnant les références utiles à sa vérifiabilité et en les liant à la section « Notes et références ».
Jean-Pierre Caillet, né en 1947, est un historien de l'art français spécialiste de l'Antiquité tardive et du Moyen Âge.

## Biographie
Reçu major du concours de recrutement des conservateurs des Musées nationaux de France en 1980, il a été conservateur des Musées nationaux de France (en 1981/82, conservateur stagiaire au Musée de Cluny, puis aux départements des Objets d'art et des Sculptures du musée du Louvre ; de 1982 à 1990, conservateur titulaire au musée de Cluny, à Paris).  
Après avoir soutenu en 1989 une thèse de doctorat d'État, sous la direction de Noël Duval, consacrée à L'Évergétisme monumental chrétien en Italie et à ses marges : d'après l'épigraphie des pavements de mosaïque (IVe-VIIe s.), il est devenu professeur d'histoire de l'art médiéval à l'université Paris-X-Nanterre.
En parallèle, il a été professeur à l'École du Louvre de 1983 à 2015.
Il est membre des conseils scientifiques et/ou comités de rédaction des revues Antiquité tardive (Paris), Cahiers archéologiques (Paris), Cahiers de civilisation médiévale. Xe – XIIe siècles (Poitiers, Centre d'études supérieures de la civilisation médiévale), Hortus Artium Medievalium (université de Zagreb, Centre de recherche international sur la fin de l'Antiquité et le Moyen Âge), Rivista d'arte (Florence).
Membre correspondant de l'Académie pontificale romaine d'archéologie.

## Principales publications
- L'Antiquité classique, le haut Moyen Âge et Byzance au musée de Cluny (catalogue raisonné), Paris, éd. de la Réunion des musées nationaux, 1985. 266 p.
- La Vie d'éternité. La sculpture funéraire dans l'Antiquité chrétienne (avec photographies de H.N. Loose), Paris, éd. du Cerf, et Genève, éd. du Tricorne, 1990. 150 p.
- (en collaboration avec Isabelle Gui et Noël Duval) Basiliques chrétiennes d'Afrique du Nord, I, Inventaire de l'Algérie, Paris, collection des Études augustiniennes, 1992. XVII + 366 p., et un vol. de 192 pl.
- L'Évergétisme monumental chrétien en Italie et à ses marges d'après l'épigraphie des pavements de mosaïque (IVe-VIIe s.), Rome, collection de l'École française de Rome, 1993. XIII + 519 p.
- [direction d'ouvrage] L'Art du Moyen Âge. Occident, Byzance, Islam (manuel publié sous l'égide du Comité français d'histoire de l'art et de la Direction des musées de France), Paris, éditions Gallimard et Réunion des musées nationaux, 1995. 592 p.
- [co-édition, avec la collaboration de Pierre Bazin] Les Trésors de sanctuaires, de l'Antiquité à l'époque romane. Cahier VII du Centre de recherches sur l'Antiquité tardive et le haut Moyen Âge", Nanterre (université Paris-X, et Paris (éditions Picard), 1996. 199 p.
- chapitre "Architecture et décor monumental" dans L’Europe de l’an mil [sous la direction de Pierre Riché], Paris, éditions Zodiaque, 2001, p. 77-255.
- L’Art carolingien, Paris, éditions Flammarion, 2005. 256 p.
- L’ABCdaire de l’art médiéval, Paris, éditions Flammarion, 2005. 120 p.
- [co-édition, avec Michel Sot], L’Audience, rituels et cadres spatiaux dans l’Antiquité et le haut Moyen Âge, Paris, éditions Picard, 2007. 303 p.
- [co-édition, avec Miljenko Jurkovic], L'Église Velika Gospa près de Bale (Istrie), Zagreb, I, 2007. 173 p. ; II, 2009, 147 p.
- [co-édition, avec Marie-Pierre Laffitte], Les Manuscrits carolingiens. Actes du colloque de Paris, Bibliothèque nationale de France, le 4 mai 2007, Turnhout, éditions Brepols, 2009. 265 p.
- [co-direction d'ouvrage, avec Fabienne Joubert], Orient et Occident méditerranéens au XIIIe siècle, les programmes picturaux. Actes du colloque international organisé à l’École française d’Athènes les 2-4 avril 2009, Paris, éditions Picard, 2012. 264 p.
- [co-édition, avec Sylvie Balcon-Berry, François Baratte et Dany Sandron], Des domus ecclesiae aux palais épiscopaux. Actes du colloque tenu à Autun du 26 au 28 novembre 2009, Turnhout, éditions Brepols, 2012. 215 p.
- [co-édition, avec Sylvain Destephen, Bruno Dumézil et Hervé Inglebert], Des dieux civiques aux saints patrons (IVe – VIIe siècle), Paris, éditions Picard, 2015. 384 p.
- Art et mémoire. Sauvegarde, illustration et inspiration du passé, Paris, éditions Picard, 2020. 276 p.